# Danderyds sjukhus
Danderyds sjukhus ist eine unterirdische Station der Stockholmer U-Bahn. Sie liegt unterhalb des gleichnamigen Krankenhauses in der Gemeinde Danderyd. Die Station wird von der Röda linjen des Stockholmer U-Bahn-Systems bedient. Die Lage in unmittelbarer Nähe zum Krankenhaus und die Lage am Stadtrand mit einem Park-and-Ride-Parkplatz führen zur starken Frequentierung der Station. An einem normalen Werktag steigen hier rund 14.850 Pendler zu.
Die Station wurde am 29. Januar 1978 in Betrieb genommen, als der nördlichste Abschnitt der Röda linjen zwischen Universitetet und Mörby centrum eingeweiht wurde. Die Bahnsteige befinden sich ca. 7 Meter unter der Erde. Die Station liegt zwischen den Stationen Bergshamra und Mörby centrum. Bis zum Stockholmer Hauptbahnhof sind es etwa acht Kilometer.